# Bârlad
Bârlad es una ciudad con estatus de municipiu que está situada en el distrito de Vaslui, en Rumanía. En el censo de 2002 tenía una población de 69 066 habitantes.

## Geografía
Está situada en la meseta con el mismo nombre en el sur del distrito, a la orilla del río Bârlad. El clima es continental con temperaturas medias anuales de 9,8 °C, en julio 21,4 °C y en enero -3,6 °C con mínimas de hasta -25 °C. Está ubicada en la región histórica rumana de Moldavia.

## Historia

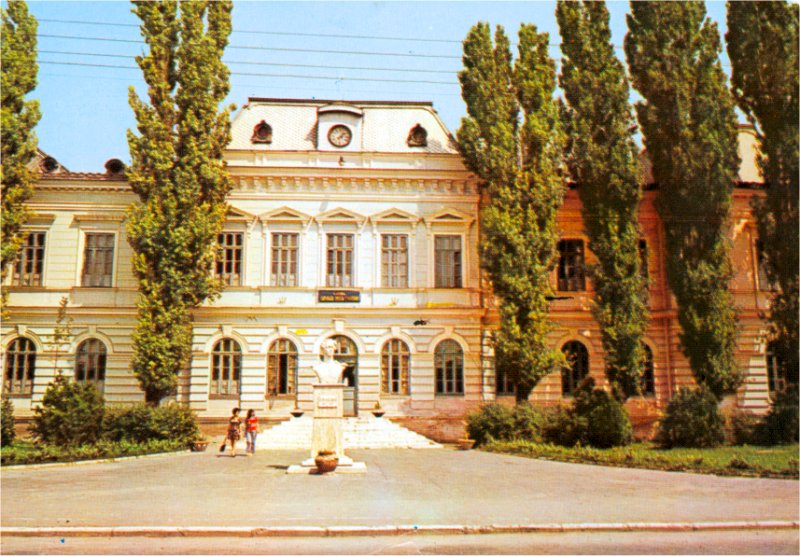
Colegio Gheorghe Roşca Codreanu en 1935.

Bârlad es una de la antiguas capitales de Moldavia medieval, una ciudad con mucha antigüedad. Hasta la llegada del régimen comunista era la capital del distrito de Tutova, posteriormente, cuando Rumanía fue organizada en regiones, fue la capital de la región con el mismo nombre. En la última reforma administrativa fue integrada en el distrito de Vaslui.

## Demografía
La ciudad cuenta con 69 066 habitantes de los cuales el 98,3% son rumanos étnicos y el 1,33% gitanos. Las demás etnias no superan el 1%. Entre 1992 y 2002 la población descendió de 77 518 a 69 066 habitantes debido a la emigración y a la baja natalidad.